# Farynala novica
Farynala novica är en insektsart som beskrevs av Irena Dworakowska 1970. Farynala novica ingår i släktet Farynala och familjen dvärgstritar.
Artens utbredningsområde är Vietnam. Inga underarter finns listade i Catalogue of Life.